# Improvvisamente Natale
Improvvisamente Natale è un film italiano del 2022 diretto da Francesco Patierno.

## Trama
La piccola Chiara è molto legata al nonno Lorenzo, che abita in un albergo di montagna e che vede solo una volta all'anno per le vacanze di Natale. Alberta e Giacomo, i suoi genitori, hanno intenzione di separarsi e nella settimana di Ferragosto decidono di raggiungere la casa del nonno, per fare sì che sia proprio lui a trovare il modo di comunicarle la brutta notizia. Lorenzo accetta nonostante le sfortunate vicende che coinvolgono l'albergo, prossimo alla vendita, ma prima vuole regalare alla nipotina un ultimo felice Natale in famiglia nel giorno di Ferragosto.

## Distribuzione
Il film è stato distribuito il 1º dicembre 2022 sulla piattaforma Prime Video.

## Produzione
Il film, prodotto da Notorius Pictures, è stato girato a San Vito di Cadore.

## Sequel
Il 6 dicembre 2023 esce al cinema il seguito del film, intitolato Improvvisamente a Natale mi sposo.

## Remake
Nel 2024 è uscito il remake americano Ops! È già Natale, con Danny DeVito nei panni del protagonista.